# 荀灌
荀灌（303年—？），颍川郡临颍（今河南省临颍）人，西晋人物，晋朝平南将军荀崧的女儿，荀彧的五世孙女。
建兴三年（315年），反晋的杜曾率领一万兵马围攻宛城（今河南南阳）。城中几乎粮尽，荀崧打算派人到襄阳求援。当时12岁的荀灌，主动请缨出城求援。荀崧开始不同意，后来经过荀灌多次恳求，他终于答应了。荀灌带领十几个勇士，穿越杜曾的重重包围，到达襄阳。南中郎将周访派遣其子周抚，会同襄城郡太守石览，援救宛城，击退了杜曾的军队。

## 延伸阅读
[在维基数据编辑]
 《晉書·卷096》，出自房玄齡《晉書》
 在维基共享资源阅览影像